# Ирвин Јалом
Ирвин Давид Јалом (енгл. Irvin David Yalom; Вашингтон, САД, 13. јун 1931) је амерички егзистенцијални психијатар, почасни професор психијатрије на Универзитету Станфорд, и књижевник, домаћој јавности најпрепознатљивији као аутор романа Кад је Ниче плакао

## Младост
Јалом је рођен у Вашингтону. Петнаестак година пре његовог рођења његови родитељи, Јевреји, емигрирали су из Русије и потом у Вашингтону отворили бакалницу у сиромашном црначком предграђу. Јалом је провео већи део свог детињства читајући књиге у породичној кући изнад бакалнице и у локалној библиотеци. Након што је завршио средњу школу студирао је на Џорџ Вашингтон универзитету, а затим на Бостонској универзитетској медицинској школи.

## Каријера
Након што је дипломирао на Џорџ Вашингтон универзитету 1952, као лекар са Бостонске универзитетске медицинске школе коју је завршио 1956. стажирао је u Маунт Синај болници у Њујорку, и завршио специјализацију на Фипс клиници Џон Хопкинс универзитета у Балтимору 1960. Након две године војне службе у Триплер Џенерал болници у Хонолулуу Јалом је започео академску каријеру на Станфорд Универзитету. Запослио се на факултету 1963. и напредовао у току следећих неколико година да би добио катедру 1968. Убрзо након тога дао је свој најзначајнији допринос предајући о групној психотерапији и развијајући свој модел егзистенцијалне терапије.
У основи његових дела о егзистенцијалној психологији је оно што он назива четири датости људског стања: самоћа, бесмисао, смрт и слободна воља. Јалом дискутује о начинима на које човек може да одговори на ове проблеме, било на функционалан, или на нефункционалан начин.
Осим његових стручних дела, Јалом је написао и много романа, и експериментисао са разним техникама писања. У књизи Сваким даном све ближе Јалом је позвао пацијента да буде коаутор и пише о доживљају терапије. Књига има два различита гласа која посматрају исто искуство у наизменичним деловима. Јаломова дела су коришћена као уџбеници на факултетима, и стандардно штиво за студенте психологије. Његов нови и јединствени поглед на однос пацијента и клијента је уврштаван у распореде програма психологије на школама као што је Џон Џеј колеџ кривичног права у Њујорку.
Јалом је наставио да одржава хонорарну приватну праксу, и снимио је бројне документарне филмове о техникама терапије. Такође је представљен у документарном филму Бекство од смрти (Flight from Death), који истражује однос насиља и страха од смрти, везаном за подсвесне утицаје. Ирвин Д. Јалом институт за психотерапију, који води заједно са професором Рутелен Џоселсон, унапређује Јаломов приступ психотерапији. Његова јединствена комбинација интегрисања више филозофије у психотерапију може се сматрати филозофијом.
У браку је са књижевницом и историчарком Марилин Јалом.

## Дела

### Романи и приче
- 1974 Сваким даном све ближе (Every Day Gets a Little Closer)
- 1989 Крвник љубави и остале психотерапеутске новеле (Love´s Executioner and Other Tales of Psychotherapy).
- 1999 Мома и смисао живота (Momma and the Meaning of Life)
- 1992 Кад је Ниче плакао[2]
- 1996 Лежање на каучу (Lying on the Couch)
- 1996 Читалац Јалом (Yalom Reader)
- 2005 Лечење Шопенхауером (The Schopenhauer Cure)[3][4]
- 2005 Зваћу полицију (I´m calling the police! A Tale of Regression and Recovery)[5]
- 2012 Проблем Спиноза (The Spinoza Problem)[6]
- 2015 Један дан и друге приче о психотерапији (Creatures of a Day - And Other Tales of Psychotherapy)

### Стручна литература
- 1970 Теорија и пракса групне психотерапије (The Theory and Practice of Group Psychotherapy)
- 1980 Егзистенцијална психотерапија (Existential Psychotherapy)
- 1983 Болничка групна психотерапија (Inpatient Group Psychotherapy)
- 2001 Чари психотерапије (The Gift of Therapy: An Open Letter to a New Generation of Therapists and Their Patients)[7]
- 2008 Зурење у сунце: превазилажење ужаса од смрти (Staring at the Sun: Overcoming the Terror of Death)[8][9]

## Филмографија
- 2003 Бекство од смрти (Flight from Death)
- 2007 Кад је Ниче плакао (When Nietzsche Wept)
- 2014 Лечење Јаломом (Yalom's cure)